# Bob Casey, Jr.
Pour les articles homonymes, voir Casey.
Cet article possède un paronyme, voir Bob Casey.
Robert Patrick Casey, Jr., dit Bob Casey, Jr., né le 13 avril 1960 à Scranton (Pennsylvanie), est un homme politique américain, membre du Parti démocrate et sénateur de Pennsylvanie au Congrès des États-Unis depuis 2007.
Bob Casey affiche des positions progressistes dans les domaines économiques et sociaux, mais des positions conservatrices sur les principales questions de société. Il est notamment opposant à l'avortement et au contrôle des armes à feu.

## Biographie

### Origines
D'ascendance irlandaise, Bob Casey est l'un des huit enfants du 42e gouverneur de Pennsylvanie, Robert P. Casey. Il naît à Scranton et est de religion catholique.
Après avoir poursuivi comme son père ses études au prestigieux College of Holy Cross, Bob Casey est diplômé d'un doctorat en droit de l'université catholique d'Amérique. Il sert au sein du corps des volontaires jésuites.
Il est marié depuis 1985 et a quatre filles.

### Carrière politique
De 1991 à 1996, Bob Casey est juriste à Scranton avant de se faire élire à deux reprises comme auditeur général de l'État de Pennsylvanie (jusqu'en 2005). En 2002, il tente de recevoir l'investiture des démocrates pour se présenter à l'élection au poste de gouverneur mais est cependant battu lors des primaires par son concurrent, Ed Rendell, le maire de Philadelphie.

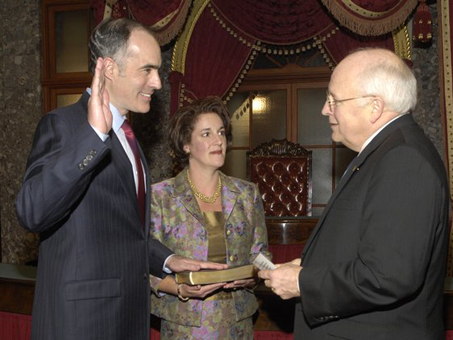
Bob Casey prêtant serment devant le vice-président Dick Cheney en 2007.

En 2004, il est élu trésorier de l'État de Pennsylvanie. En mars 2005, Bob Casey annonce qu'il se présenterait à la candidature démocrate pour les élections sénatoriales. Il est investi avec 85 % des voix le 16 mai 2006 contre Chuck Pennacchio et Alan Sandals. Le 7 novembre 2006, il est élu sénateur  fédéral de Pennsylvanie avec 59 % des suffrages contre 41 % au sénateur républicain sortant Rick Santorum. Ses positions conservatrices sont considérées comme l'ayant aidé à battre le sénateur républicain sortant. Il entre en fonction à la mise en place du 110e Congrès en janvier 2007.
Après six ans au Sénat, Casey est candidat à un deuxième mandat. Avant l'été 2012, il distance de 20 points son adversaire républicain dans les sondages. Cependant, Tom Smith réduit l'écart en faisant diffuser des publicités dépeignant Casey comme le « Senator Zero » (car aucune des 300 lois qu'il a proposées n'aurait été adoptée). En retour, Casey le décrit comme le candidat du Tea Party. En novembre 2012, Casey est réélu avec 53,6 % des voix contre 44,7 % pour Smith. En 2018, il obtient un nouveau mandat en battant le républicain Lou Barletta, récoltant 55,5 % des voix contre 42,8 % pour son adversaire. En 2024, il est battu par le républicain David McCormick, ce qui constitue une défaite majeure pour le parti démocrate.

## Prises de position
Longtemps opposant à l'interruption volontaire de grossesse (et à l'arrêt Roe v. Wade), Bob Casey change sa position à partir de 2022, votant à plusieurs reprises pour codifier le droit à l'avortement dans la loi fédérale. Il est également opposé au financement fédéral des recherches sur les cellules souches.
D'abord hostile au contrôle du port d'armes à feu, il change de position après la tuerie de l'école primaire Sandy Hook de 2012 et soutient alors les différentes propositions de contrôle mises au vote au Congrès.
Il est partisan de la peine de mort et a soutenu les candidatures de John Roberts et Samuel Alito à la Cour suprême des États-Unis.
Concernant la guerre d'Irak, bien qu'il reconnaisse qu'elle fut une erreur, il a déclaré qu'il aurait voté en sa faveur à l'époque (en 2003) s'il avait été au Congrès, et que maintenant, il fallait « finir le travail ». Il s'oppose ainsi à  la fixation d'une date limite pour le retrait des troupes américaines.
Bob Casey a pourtant apporté son soutien au mariage homosexuel en avril 2013. Il est partisan de la contraception et du contrôle des naissances. Il s'oppose également à toute privatisation de la sécurité sociale, aux forages pétroliers en Alaska et aux baisses d'impôts.
Il est par ailleurs partisan de l'augmentation du financement fédéral pour la recherche sur les énergies alternatives.

## Historique électoral
| Année | Bob Casey, Jr. | Républicain | Libertarien | Vert  |
| ----- | -------------- | ----------- | ----------- | ----- |
| Année |                |             |             |       |
| 2006  | 58,6 %         | 41,3 %      | —           | —     |
| 2012  | 53,7 %         | 44,6 %      | 1,7 %       | —     |
| 2018  | 55,7 %         | 42,6 %      | 1,0 %       | 1,0 % |